# Naakt (Giorgione)
Naakt (Italiaans: La nuda) is een fresco van de Italiaanse renaissancekunstenaar Giorgione uit 1508. Het is het enige substantiële fragment dat bewaard is gebleven van de beschildering die Giorgione aanbracht op de hoofdgevel van de Fondaco dei Tedeschi aan het Canal Grande in Venetië. De zijgevel aan de straatzijde werd kort erna beschilderd door Titiaan. Ook hiervan zijn alleen nog resten overgebleven.
De 18e-eeuwse toestand van de fresco's is bekend van schilderijen van onder anderen Canaletto en van de prenten van de Venetiaanse kunsthistoricus Anton Maria Zanetti in zijn publicatie Varie pitture a fresco de' principali maestri veneziani uit 1760. Uit deze prenten blijkt dat het om staande en zittende figuren ging. Giorgiones levensgrote naakten lijken weinig voorgangers te hebben gehad, afgezien van enkele voorstellingen van Bijbelse figuren, zoals Adam en Eva, of heiligen, zoals Hiëronymus en Sebastiaan op het San Giobbe-altaar van zijn leermeester Giovanni Bellini. Bij Giorgione ontbreekt echter de religieuze context. Hoewel Giorgio Vasari, die de Venetiaanse kunst niet erg serieus nam, in zijn Vite klaagde dat hij geen idee had wat ze voorstelden, is het waarschijnlijk dat het allegorische figuren waren. De naakte vrouw op het resterende fragment had in haar linkerhand een bol, waarvan de omtrek in het pleister is gekrast. Tegelijk was het voor Giorgione zeker ook een kans om zijn virtuositeit te tonen. De zittende man kan enige invloed hebben gehad op sommige ignudi die Michelangelo in de jaren erna op het plafond van de Sixtijnse kapel schilderde, hoewel Giorgione veel minder geïnteresseerd was in anatomische perfectie en klassieke monumentaliteit dan de Florentijn.
In de 16e eeuw deed het verhaal de ronde dat Giorgione gefrustreerd raakte, toen hij hoorde dat hij geprezen werd om de fresco's die de jongere Titiaan had geschilderd. De met Titiaan bevriende Ludovico Dolce vertelde in 1557 in zijn Dialogo della pittura het verhaal dat Giorgione complimenten kreeg voor de Judit op de zijgevel van het gebouw. Giorgione moest bekennen dat niet hij maar de jonge Titiaan het fresco had geschilderd en volgens Dolce raakte hij hierdoor zo in de war dat hij zich dagenlang in huis opsloot uit wanhoop dat die jongen er meer van kon dan hij. Het is onbekend of dit echt gebeurd is of dat het een sterk verhaal uit de koker van Titiaan was. Vasari, die een soortgelijke anekdote over Leonardo da Vinci en diens leermeester Andrea del Verrocchio opschreef, bezocht Titiaan in 1566 in zijn atelier en dikte het verhaal nog wat aan in de tweede editie van zijn Vite uit 1568.

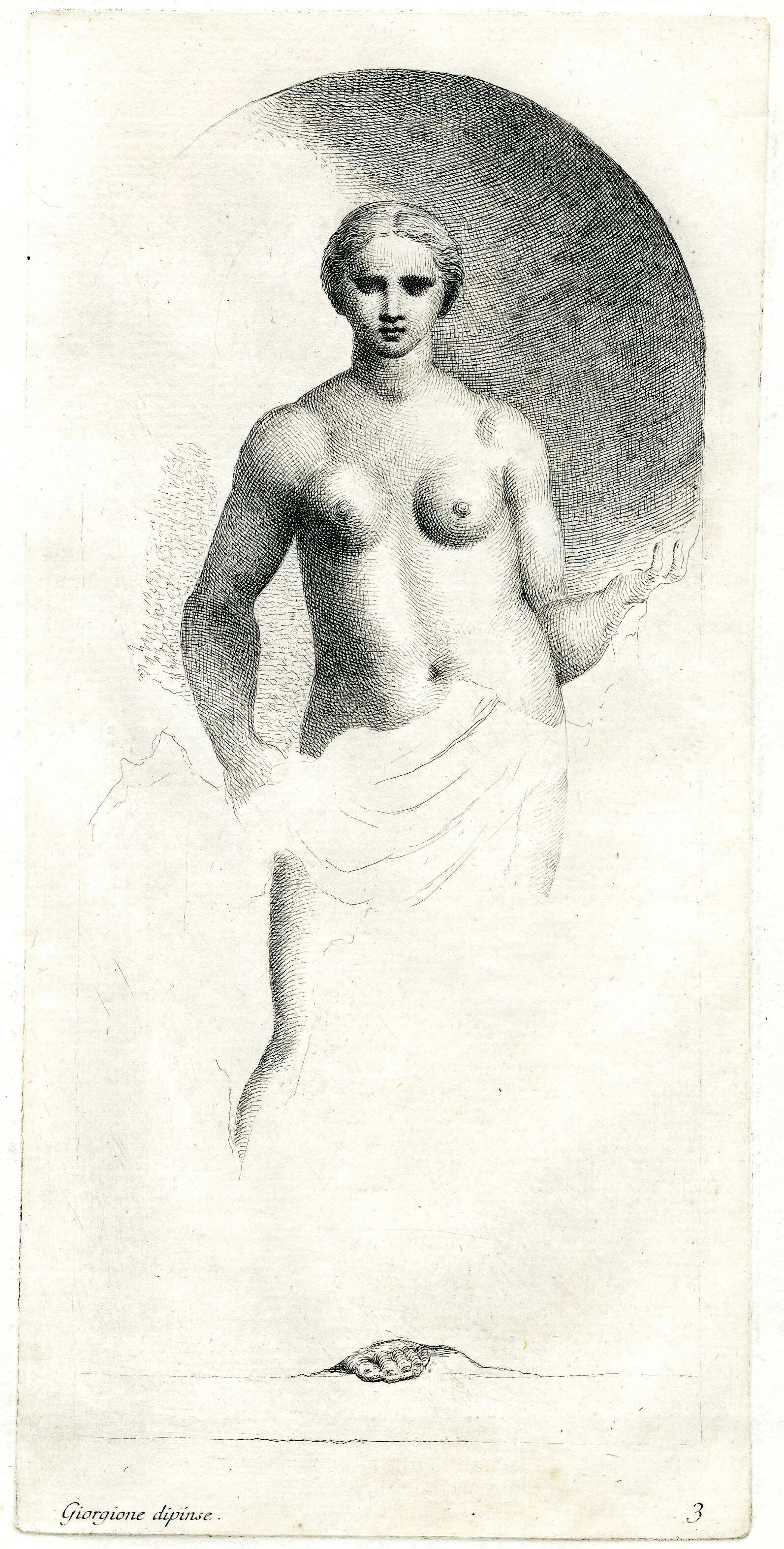
Zanetti naar Giorgione, Naakte vrouw
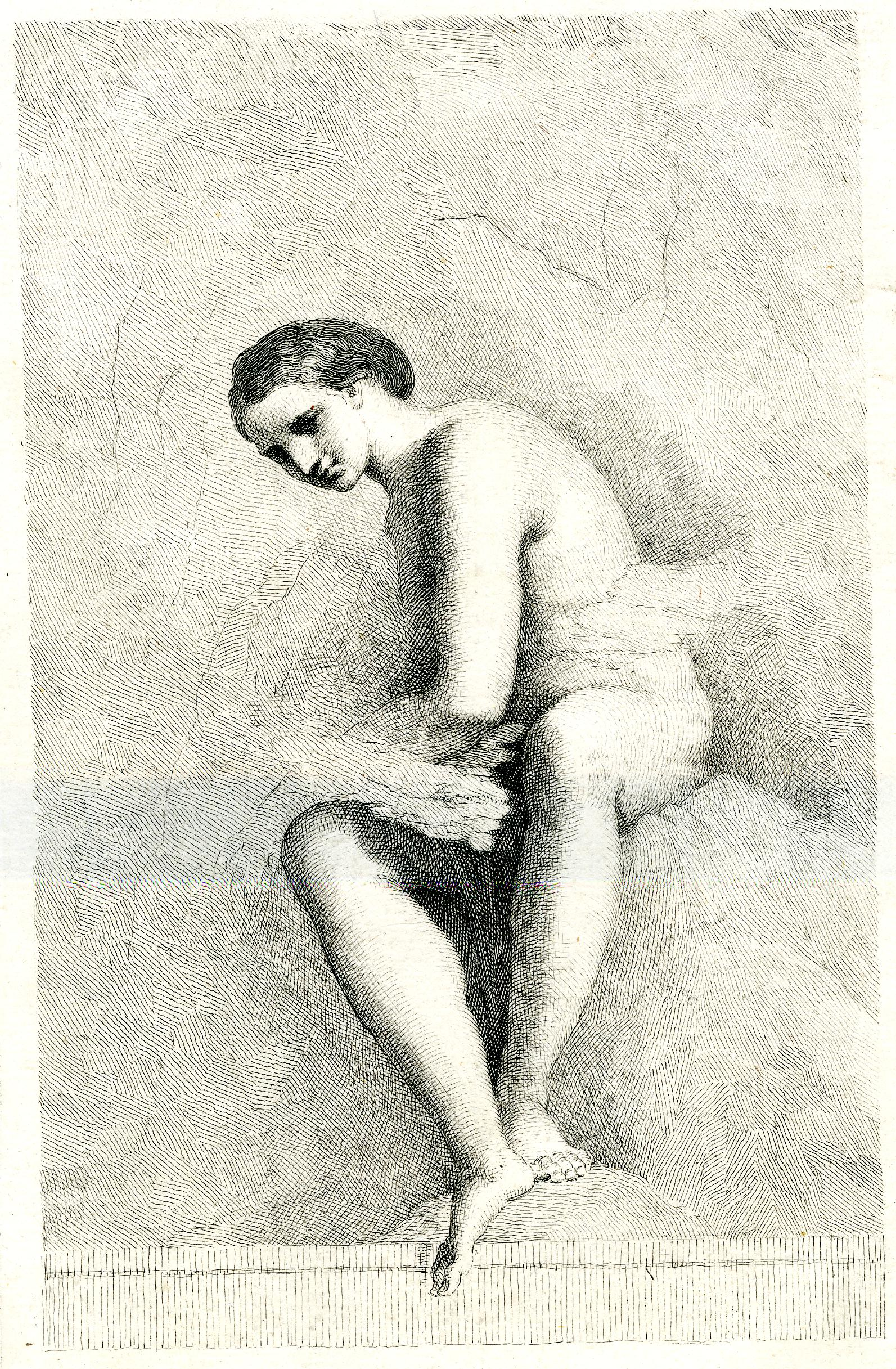
Zanetti naar Giorgione, Zittende vrouw
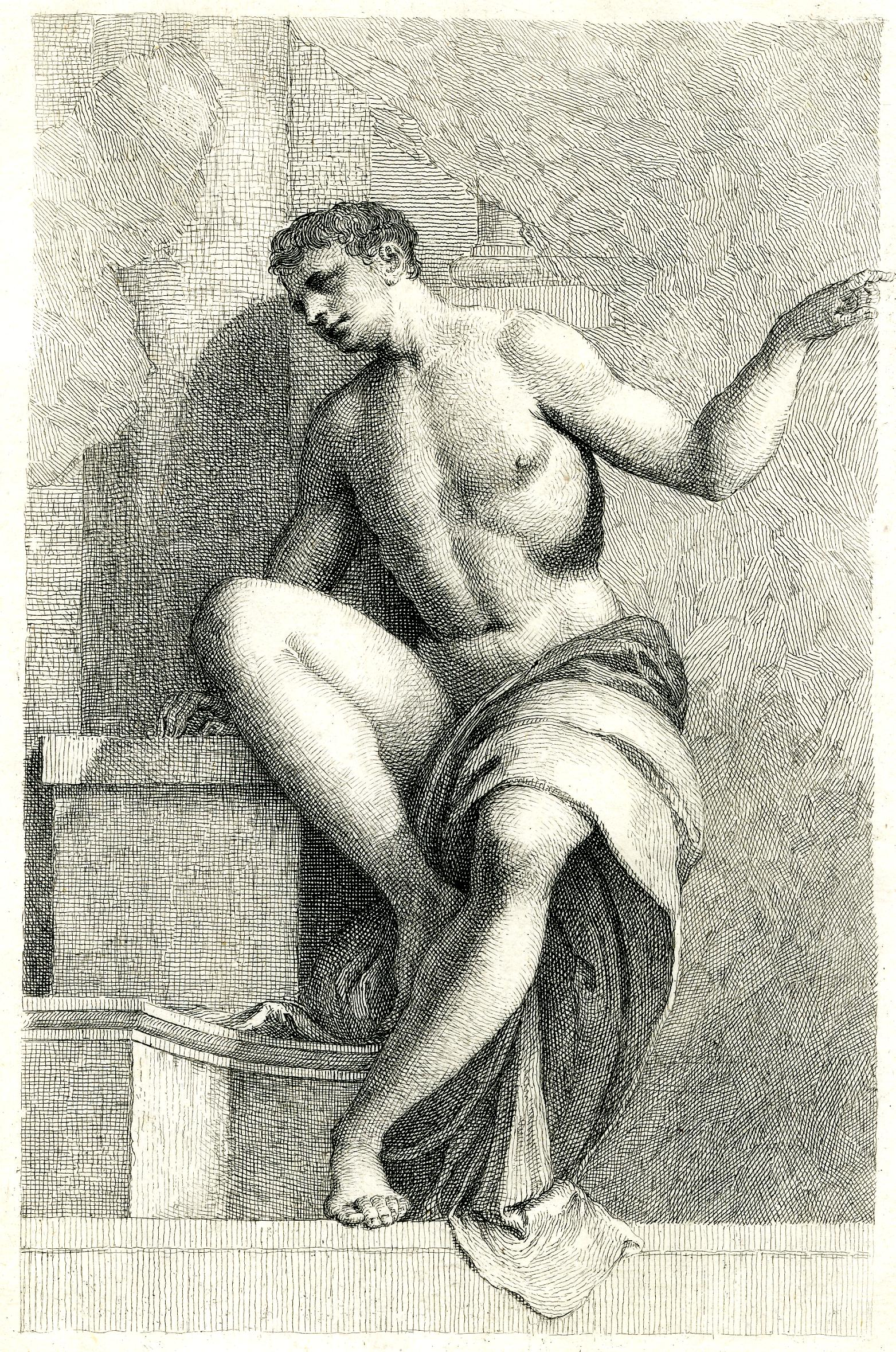
Zanetti naar Giorgione, Zittende man

## Herkomst

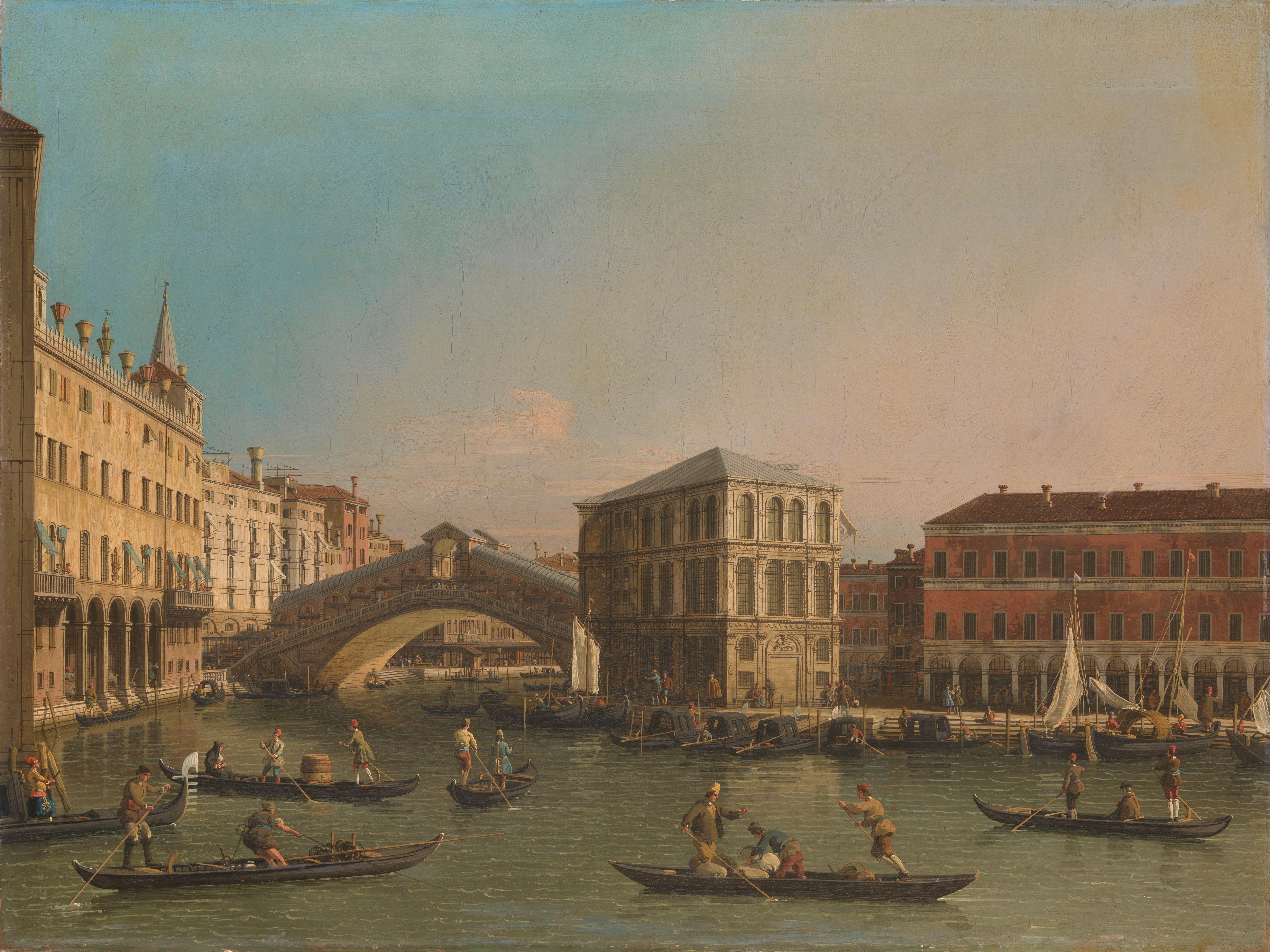
Canaletto (atelier), Het Canal Grande met de Ponte Rialto en de Fondaco dei Tedeschi, 18e eeuw, Rijksmuseum Amsterdam: links de Fondaco dei Tedeschi met restanten van de door Giorgione beschilderde gevel

Het fresco is afkomstig van de Fondaco dei Tedeschi in Venetië en werd voltooid in 1508. De schilderingen werden lange tijd als volledig verloren beschouwd totdat er onder het pleisterwerk herkenbare fragmenten werden aangetroffen, vooral op de door Titiaan geschilderde zijgevel. Het fragment met Giorgiones Naakte vrouw is in 1938 verwijderd en behoort tot de collectie van de Gallerie dell'Accademia. In het verleden is het tijdelijk ondergebracht in de Ca' d'Oro en het Palazzo Grimani Marcello.